# Hel·lenització

Imperi d'Alexandre el Gran cap a 323 aC

L'hel·lenització és l'extensió de la civilització grega, especialment durant el període hel·lenístic, a partir de l'imperi d'Alexandre el Gran. També s'aplica el terme per a l'extensió de la llengua grega.
El resultat de l'hel·lenització –l'hel·lenisme– no va ser una aculturació, sinó la barreja eclèctica d'elements culturals d'origen grec amb els d'origen local, com els de la civilització persa, la civilització jueva, la civilització egípcia o la civilització de l'Indus.
La colonització de territoris no grecs no tenia per què tenir com a resultat l'hel·lenització de la població indígena. No es pot parlar amb certesa d'assentaments grecs o hel·lenitzats. En general es considera que si una comunitat ha deixat inscripcions en grec estava hel·lenitzada, encara que de fet acollís un nombre considerable de membres que no parlessin grec o que no es consideressin a ells mateixos com «grecs - hel·lens». Les comunitats que se sap que van encunyar moneda segons un patró grec, sol en el cas que la comunitat en qüestió s'identifiqués a ella mateixa com a grega, perquè els observadors grecs qualificaven una comunitat com polis basant-se en criteris ètnics.
Per a l'edat contemporània, el terme «hel·lenització» s'identifica amb l'adopció de la cultura de Grècia moderna i l'homogeneïtzació ètnica i cultural de Grècia, constituïda com un estat nacional a partir de la independència de Grècia.

## Edat antiga

### Període clàssic i preclàssic
L'ús del terme en contexts històrics antics, comença amb l'hel·lenització dels primers habitants de Grècia, com pelasgs, leleges, lemnios, eteoxipriotes (de Xipre), eteocretans i minoics (en Creta), els sículs, elimis i sicans (de Sicília) i els enotris, brucis, lucans,  de Mesàpia i d'altres (en la Magna Grècia).
Particularment important va ser l'hel·lenització dels macedonis, per tal com seran aquests els que, amb Filip II de Macedònia, unifiquin l'espai polític grec i, amb Alexandre el Gran, dirigeixin l'extensió imperial.

## Període hel·lenístic
Durant el període hel·lenístic que va seguir la mort d'Alexandre el Gran, un considerable nombre de pobles de l'antic Pròxim Orient es van hel·lenitzar (assiris, jueus, egipcis, parts, perses, armenis, etc.). Els bactrians, un grup ètnic iranià que ocupava la Bactria –el nord de l'actual Afganistan– es van hel·lenitzar a través del regne grec de Bactriana, mentre que les tribus de la regió nord-occidental del subcontinent indi van ser hel·lenitzats a través del indogrec. També hi va haver hel·lenització entre els tracis, dàrdans, peonis i il·liris, al sud de la línia Jirecek, i també dels getes.
Aquesta hel·lenització va tenir, malgrat tot, significatives limitacions. Per exemple, les àrees meridionals de Síria que van ser afectades per la cultura grega es limitaven als centres urbans selèucides, únics punts de la regió on es parlava grec; mentre que les zones no urbanes van romandre alienes a transformacions culturals o lingüístiques, mantenint els seus habitants el siríac i les seves tradicions natives. Per un altre costat, l'hel·lenització no va implicar necessàriament l'assimilació de grups ètnics no grecs: en zones com l'Àsia Menor, la població local ja era prèviament de cultura grega i tenia una plena identificació amb els seus llinatges grecs ancestrals.

### Període romà
La conquesta romana de Grècia i de les províncies del  Mediterrani oriental no va comportar una romanització d'aquestes, sinó més aviat al contrari, una «hel·lenització» de la pròpia Roma, els intel·lectuals de la qual usaran el grec antic com a llengua culta, i els escriptors i artistes de la qual reproduiran els models de la literatura i l'art grec, en el que pot denominar-se pròpiament una civilització grecoromana, identificada també en la religió.
L'hel·lenització es va estendre, amb la romanització, a part de l'Imperi Romà d'Occident, que en algunes zones especialment les costes de la  Mediterrani Occidental ja havien rebut l'influx de la colonització grega.

## Edat mitjana
També acostuma a anomenar-se hel·lenització al procés que va convertir, a partir de la fundació de Constantinoble (segle iv), a l'Imperi Romà de l'Orient en un centre polític i cultural de parla grega. Encara que les províncies orientals de l'Imperi Romà mai no havien estat «llatinitzades», i l'ús del grec com koiné -llengua comuna per a la comunicació entre grups de diferents llengües- era molt extens; l'ús del llatí era preferent com a llengua de la cort i dels textos jurídics, almenys fins a l'època de Justinià I, qui pretenia la renovatio imperii (segle vi). La primacia de la cultura i llengua gregues en l'Imperi Romà d'Orient va ser molt més marcada a partir de l'època d'Heracli (segle vii).

### Domini otomà
L'expansió de l'Imperi Otomà pels Balcans va portar com a conseqüència una extensió de trets culturals i religiosos grecs (Església ortodoxa grega), sobre una població multiètnica cristianitzada des de l'alta edat mitjana.

## Edat Contemporània
El 1909 una comissió nomenada pel govern grec va informar que un terç de les poblacions de Grècia no tenien noms d'origen grec, i es va decidir canviar-se'ls. El mateix informe recollia que de les 5.069 poblacions 1.500 eren de parla no grega. El canvi de topònims va rebre el nom de «procés d'hel·lenització». La República Hel·lènica va procurar polítiques conduents a «l'harmonització cultural i educació de les minories lingüístiques residents dintre de l'estat grec modern».
En ambients nacionalistes grecs, el terme «hel·lenització» s'usa pejorativament, per designar la concessió «il·legal» de la ciutadania grega a immigrants «no grecs».